# Détection et localisation des défauts de la chaussée
 (février 2019).

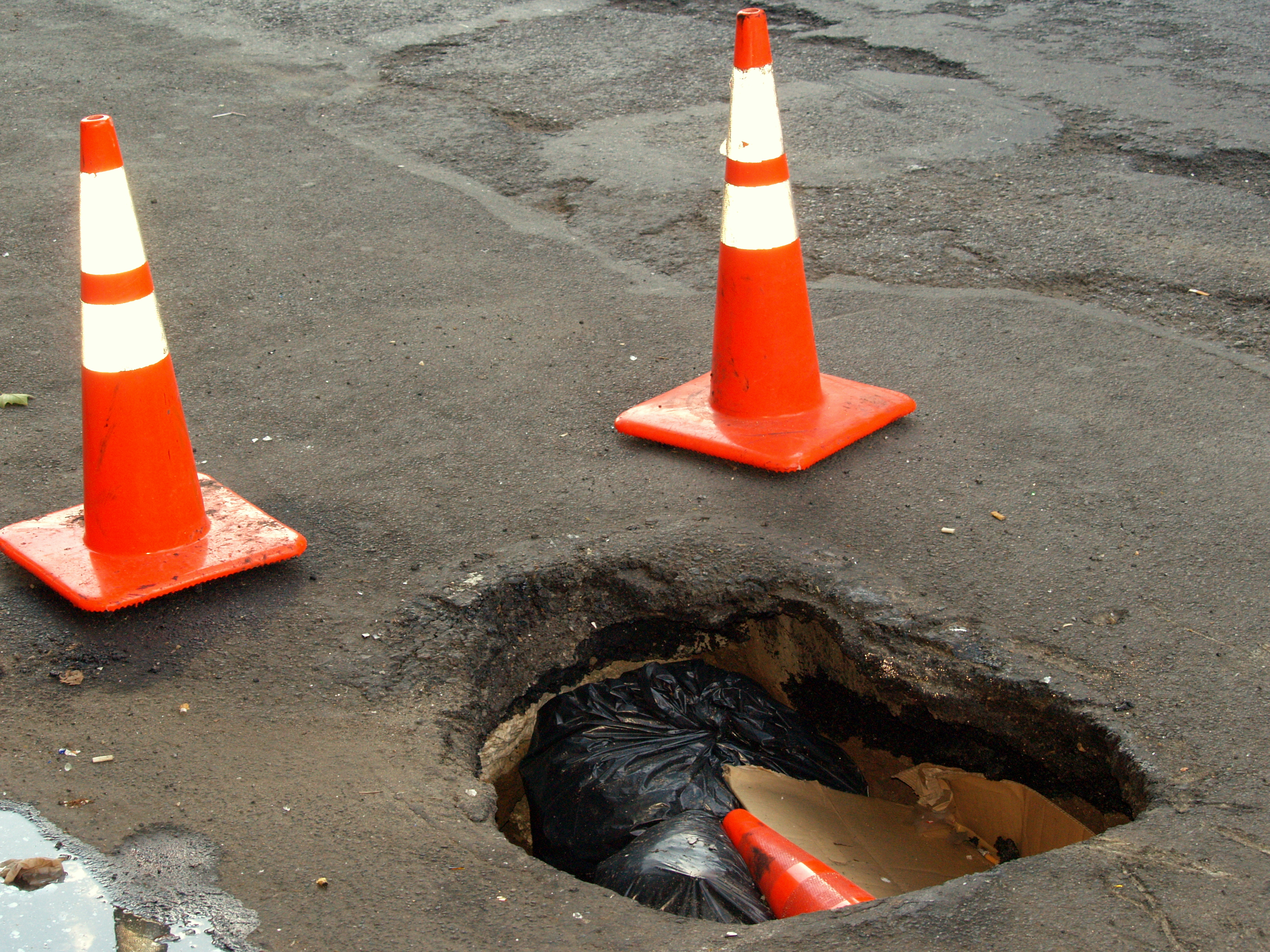
Un nid-de-poule sur la Deuxième Avenue à New York.

Les défauts de la chaussée ou défauts de voirie désignent l'ensemble des problèmes liés aux imperfections de la route. Les principaux problèmes visibles sont les nids de poules, les fissures, et l'uni-longitudinalité. L’entretien des chaussées a un coût financier considérable pour l’ensemble des collectivités territoriales. D’après les associations de la sécurité routière, ces défauts sont responsables chaque année d’accident. Les dégradations de la voirie sont également responsables de l’usure précoce des pièces mécaniques des véhicules. Cet article recense l’ensemble des techniques de prévention, détection et localisation des défauts.

## Types de capteurs

### Capteurs actifs
Les radars, les télémètres les caméras avec flash ou encore les sonars sont des capteurs de type actif. Le terme actif pour un capteur désigne le fait qu’il émet de l’énergie dans l’environnement. Leurs points positifs sont : leur robustesse, leur bonne qualité d’information et ils sont plus précis. À l’inverse ils peuvent interférer entre eux et sont énergivores.

### Capteurs passifs
Les caméras sans flash, les microphones par exemple sont des capteurs passifs. Le terme passif désigne le fait qu’ils ont besoin d’une énergie spécifique dans leur environnement. Leurs points positifs sont : leur basse consommation en énergie, moins intrusif. À l’inverse ils dépendent totalement de leur environnement et ils sont moins précis.

### Capteurs proprioceptifs
Les capteurs proprioceptifs sont des capteurs qui vont donner une information sur l’état du système interne. Par exemple : les odomètres, accéléromètres, gyroscopes, centrale inertielle, GPS.

### Capteurs extéroceptifs
À l’inverse des capteurs proprioceptifs, les extéroceptifs fournissent des données sur l’environnement externe du système. Par exemple : les capteurs de proximité, les capteurs par mesure de temps de vol, les sonars, les télémètres infrarouge/laser, les radars.

## Techniques de détection
L’origine des défauts de la chaussée est située sous la surface du bitume, pour prévenir l’apparition des principaux problèmes il existe des techniques d’auscultation de la sous-surface de la chaussée. Si rien n’est fait pour corriger les défauts sous la surface en amont, la formation des imperfections visibles est inévitable. Les problèmes les plus récurrents sont les nids de poules, les fissures appelées également craquellement et l’uni-longitudinalité.

### Techniques de détection sous la surface

#### Méthodes destructives
La chaussée moderne est composée de plusieurs couches superposées de bitume. L’origine des imperfections de la route proviennent de problèmes liés aux couches sous la surface. Une auscultation en profondeur du bitume permet de vérifier la rigidité, l'épaisseur et le collage de chaque couche. Dans le cadre d’un diagnostic sur l’état de la chaussée, il existe plusieurs méthodes d’auscultation : destructives et non-destructives.

##### Carottage
Une des méthodes destructives est le carottage. Le carottage est un type de forage visant à prélever un échantillon du sous-sol d’un terrain.  Les carottes permettent d’obtenir des informations concrètes sur les couches sous la surface du bitume. On peut établir un profil des couches sous la surface et détecter des anomalies non visibles. L’épaisseur, la rigidité de la structure peuvent donc être auscultées. L’inconvénient de cette méthode est qu’elle est lente, les forages sont aléatoires et très intrusifs.

##### Impact-écho
L’impact-écho est une méthode d’auscultation dite dynamique. Elle fut développée en 1983. Cette méthode consiste à appliquer une sollicitation à une surface et d’en mesurer la réponse acoustique. Les observations effectuées reposent sur la connaissance des propriétés des propagations à travers les surfaces solides. L’application de cette méthode conduit à l’établissement de fonction de transfert. Lorsque des variations sont constatées, elles sont induites par un changement de structure, la présence d’un défaut d’interface ou encore une fissure verticale. On prend comme référence une fonction de transfert correspondant à une chaussée sans défaut. Elle sera utilisée pour normaliser les résultats de l’auscultation à chaque fréquence. On peut donc construire une cartographie dit de dommage structurel. 

#### Méthodes non-destructives

##### Thermographie infrarouge
La thermographie infrarouge est une technique, au moyen d’un appareil, d’observer une image thermique dans le domaine de l’infrarouge. Il est donc possible grâce à cette technique d’analyser les variations de températures au sein d’une surface particulière. Très efficace avec le béton, les variations de températures indiquent la présence de défauts. L’inconvénient de cette méthode est que des éléments étrangers (eau, huiles, peintures, conditions climatiques) peuvent altérer les données mesures.

##### Radar à pénétration de sol
Le radar à pénétration de sol est un appareil de type géophysique. Le principe est simple on pointe un radar vers le sol pour ausculter sa composition et sa structure. Il possède une antenne émettrice qui émet des ondes électromagnétiques, elles sont donc réfléchies par les éléments sous la surface et sont récupérées par une antenne réceptrice. Les données sont représentées sous forme de radargramme. Nous pouvons donc visualiser le profil du sous-sol grâce à la réflexion des ondes mais également celui de la surface. L’analyse est réalisée par un opérateur spécialisé. Cette technique permet de détecter les fissures, décollement des couches et la corrosion d’éléments métalliques.

### Techniques de détection uni-longitudinalité

#### Uni-longitudinalité
L'uni-longitudinalité est un terme pour désigner l'ensemble des dénivellations de la chaussée. Ces dénivellations peuvent modifier le mouvement des véhicules. Dans le sens longitudinal, elles sont ressenties lorsque les défauts ont des longueurs d’onde comprises entre 0,50 et 50 m. Le rôle de l'uni-longitudinalité est de contribuer à la sécurité des usagers (éviter la dégradation du contact pneu-chaussée), au confort des usagers (réduire les oscillations et les vibrations) et à la pérennité de la chaussée (minimiser les surcharges dynamiques). Pour l’acquisition des mesures, les professionnels utilisent des profilomètres. Un profilomètre est instrument utilisé pour mesurer le relief d’une surface. Il en existe 2 types les profilomètres à référence géométrique et ceux à référence inertielle.

#### Indicateurs
Il existe différents indicateurs concernant la mesure et l’étude de l’uni-longitudinalité de la route. Derrière chaque indicateur se cache différentes méthodes d’acquisition et d’analyse de l’uni-longitudinalité de la chaussée. Il existe les indicateurs suivants : IRI (International Roughness Index), NBO (Notation par Bandes d’Ondes) utilisé en France, CAPL25 (Coefficient APL 25), DSP (Densité Spectrale de Puissance) 2D et 3D et Roulis.

#### Profilomètres
Le principe de fonctionnement du profilomètre à référence géométrique repose sur une référence géométrique comme : les règles, les théodolites de précision ou encore les faisceaux laser. Ces appareils sont généralement statiques ou quasi-statiques. Celui à référence inertielle repose sur une référence inertielle directe à basse fréquence comme le pendule inertielle, centrale gyroscopique … Ou une référence inertielle indirecte comme les systèmes à double intégration de l’accélération. Ce type d’appareil a un grand rendement mais ont des exigences de vitesse minimum, maximum, constante…

#### Principe d’acquisition
Avant de démarrer une vérification de la conformité des chaussées routières il faut prendre des précautions. La route doit être propre, aucun obstacle doit l’entraver, on doit inventorier l’ensemble des événements présents sur la chaussée (intersection, ouvrage d’art, pont …). Dans un cadre idéal, il est préférable pour diminuer tout risque d’accident de fermer la route aux automobilistes pour effectuer les mesures. Il faut également délimiter la zone à ausculter, il faut donc placer des points de repère d’origine et d’extrémité sur la chaussée. Les profilomètres utilisés pour les acquisitions des données doivent être de classe 1, répondre aux normes NF P 98 218-3 et EN 13036-6. Les acquisitions doivent être utilisées dans le sens de la circulation. Dans le cas des chaussées à fort trafic (rocades, autoroutes …) seule la chaussée de droite est auscultée. Lorsque l’on cherche à évaluer le besoin de reprofilage d’une voie, il est préconisé de ne pas dépasser une vitesse de 72 km/h pour obtenir des valeurs exploitables. Si on souhaite étudier deux bandes en même temps, il faut utiliser un système bi-trace.
Concernant l’acquisition des mesures, il faut suivre le protocole suivant et illustrer par le schéma ci-joint. Le véhicule équipé du profilomètre déclenche l'acquisition des données 200 m avant le repère d’origine indiquant le début de la zone à ausculter. Il ausculte la zone à étudier, une fois avoir dépassé le repère d’extrémité délimitant la zone d’intérêt il attend d’avoir fait au moins 200 m avant d'interrompre l’enregistrement des données.

#### Exemples de véhicules

##### Analyseur de profil en long (APL)
L’APL est un appareil que l’on vient accrocher derrière un véhicule tracteur. Il est constitué d’un châssis, un ressort, un amortisseur, un bras porte roue, un pendule inertiel et d’une roue de mesure. Le principe de fonctionnement est effectué une mesure de l'angle Bêta entre l’axe du bras porte roue et l’axe du fléau du pendule inertiel. On peut ainsi déterminer l’amplitude A du défaut d’uni-longitudinalité en prenant comme référence un profil moyen. Pour assurer un contact permanent entre la route l’APL est lesté. Le poids s'appuie sur le bras porte roue grâce à un ressort et un amortisseur.

##### Multi-profilomètre longitudinal (MLPL)
Le MLPL est une barre qui se fixe à l’avant d’un véhicule qui mesure environ 1 750 mm. Cette barre embarque plusieurs technologies. À l’intérieur de celle-ci, on y trouve trois capteurs lasers, un gyromètre et un accéléromètre.
Grâce à un capteur de distance sur une roue on définit une distance {\displaystyle D_{x}} entre un point de la poutre et la chaussée grâce à l’abscisse curviligne {\displaystyle x}, l’accélération verticale {\displaystyle A_{x}} et l’inclinaison {\displaystyle P_{x}}. On obtient un profil absolu {\displaystyle Z_{x}} en fonction de l’abscisse curviligne {\displaystyle x} grâce à la relation :
{\displaystyle Z_{x}=D_{x}+\iint _{x}A_{x}^{2}dx}, corrigé de {\displaystyle P_{x}}
En théorie le profil {\displaystyle Z_{x}} est vrai sur tout le spectre, en réalité des paramètres peuvent fausser les résultats (précision des capteurs en fonction de la fréquence et de l’amplitude des mouvements de la caisse, filtrages numériques sur les mesures de distances calculées à partir de l’accélération, vitesse de mesure …). L’absence de profil de référence, la reconstitution d’un profil vrai est mesurée en statique sur un banc de vibration. Il existe le logiciel APL 2000 pour traiter les mesures effectuées.

### Techniques de détection des fissures

#### Origines et types de fissures
La plupart des fissures sont causées à cause des phénomènes de retrait thermique et la fatigue due au trafic. Les conditions climatiques ont aussi un impact sur notre chaussée le gel et dégel favorisent la création de fissures. La géométrie de la chaussée et les procédures constructives affectent également l’apparition de ce type de défauts. La plupart des défauts vont être la cause de formation de trous sur la chaussée mais ils peuvent également créer un manque d'adhérence. Il existe différents types de fissures sur la chaussée. Les plus connues sont les fissures longitudinale, transversale, faïençage et ressuage.

#### Outils utilisés
Pour traiter ce type de défaut, on utilise beaucoup un système d’acquisition et de traitement d’images. En France, le véhicule AMAC (Appareil multifonction d'auscultation des routes) est utilisé pour ausculter la chaussée et analyser l’état de la surface. Il permet d’acquérir notamment des images de la surface de la route. Il peut effectuer des mesures sur plusieurs kilomètres. L’inconvénient c’est que l’ensemble des données représentent plusieurs téraoctets, elles seront traitées par des opérateurs. Le dispositif AMAC est équipé de caméra linéaire haute résolution, elle est associée à un laser d’éclairement qui permet de réaliser des acquisitions de jour comme de nuit. La largeur de la chaussée visualisée est de 3,9 mètres. Les images 2D sont reconstituées pour former une seule image de longueur 4 mètres.

#### Traitement d’images
Une des méthodes développées par des scientifiques français est similaire aux méthodes de détection de fissures dans des images de porcelaine. Les traitements doivent permettre d’améliorer le contraste dans les images pour cela, il crée des histogrammes pour évaluer la répartition des niveaux de gris. Après ces opérations, on utilise des opérateurs morphologiques pour éliminer les objets inutiles. Pour finir, il faut faire une recherche d’alignements pour trouver ou non des fissures.

##### Seuillage d'image
Grâce au laser d’éclairement, la lumière ambiante n'affecte pas la prise d’image. Le laser est là pour réguler l’éclairage et permet donc un éclairement moyen quasi constant. Pour affiner les résultats acquis et déterminer le seuil de séparation des zones d’ombres il faut homogénéiser la répartition des niveaux de gris. L’histogramme des niveaux de gris permet d’aider à cette homogénéisation. Une fois homogénéisé, il est possible d’améliorer les contrastes.

##### Filtrage par opérateurs morphologiques
Les images ne présentant pas de défauts contiennent des zones d’ombres réparties aléatoirement. Lors de présence de défauts, les régions sombres forment des alignements de tailles plus importantes. Le but de cette opération est donc d'isoler les régions importantes et d’éliminer le bruit. Sur l’image à analyser, il faut appliquer dans un premier temps une fermeture pour connecter les fissures voisines entre elles. Pour terminer, il faut appliquer une ouverture pour éliminer le bruit.

##### Recherche d’alignements
La recherche d’alignement consiste à projeter les pixels sur 8 axes orientés à 22.5°. Si l’image contient des fissures, au moins un des profils présentera un pic élevé qui caractérise un alignement de pixels.

### Techniques de détection des nids de poule
Un nid de poule est une cavité plus ou moins profonde dans la chaussée. Cette cavité se forme quand la surface du bitume s’effrite et que les éléments de l’asphalte se dispersent. On considère que ce type de défaut est le défaut ultime. La plupart du temps, il se forme lors d’un mauvais entretien des défauts déjà présentés. Si le trou n’est pas colmaté l'infiltration de liquide dans les différentes couches es facilitée. Le risque est que les dommages s’étendent surtout en hiver lorsque l'eau infiltrée dans le bitume gèle. Les nids de poule accélèrent l’usure mécanique des pièces des véhicules et peut être très dangereux pour les utilisateurs de deux roues.

#### Détection par la vision
Cette méthode de détection repose sur l'utilisation de caméra et d’algorithmes. La caméra est utilisée pour scanner la surface de la route devant le véhicule. Les images sont capturées en temps réel. Les algorithmes de détection reposent sur les mécaniques de traitement d’images classiques. L'inconvénient de cette méthode est qu’elle est très gourmande en temps et en énergie. L’avantage de cette méthode c’est que le véhicule n’a pas l’obligation de passer sur le nid de poule pour le détecter. Par traitement d’images, il est également possible de calculer le diamètre de la cavité.

#### Détection par radar
La méthode de détection radar pour les nids de poules est peu utilisée. Elle repose sur la méthode de détection d’obstacle. L’application de la méthode détection radar va consister en la détection de la discontinuité de la chaussée. On émet à intervalle régulier des ultrasons, on analyse le signal réfléchi par la surface. En utilisant la relation de la vitesse, on peut calculer une distance moyenne et la comparer aux données relevées. Si cette distance est supérieure à la distance moyenne, on considère que l’on a détecté un défaut. Cette méthode est très peu utilisée car on détecte des défauts mais pas forcément des nids de poules.

#### Détection par vibration
Cette méthode est beaucoup plus répandue pour détecter les cavités sur le bitume. Elle consiste à relever des mesures de vibrations et d’inclinaisons grâce à un accéléromètre ainsi qu’un gyroscope. Ces capteurs permettent de mesurer l'accélération suivant trois axes perpendiculaires {\displaystyle (X,Y,Z)}. Généralement, les nids de poules provoquent des vibrations mesurables sur l'axe verticale, c’est-à-dire l’axe {\displaystyle Z} de notre repère. Les nids de poules peuvent être donc classés suivant les perturbations plus ou moins fortes sur l’axe {\displaystyle Z}. Pour placer un accéléromètre sur un véhicule, il faut prendre en compte que certaines pièces mécaniques sont là pour résorber les vibrations. Cette absorption peut atténuer les vibrations et ainsi biaiser les mesures réalisées. Suivant la place de l’accéléromètre sur les mesures peuvent être plus ou moins fortes. Pour effectuer une bonne caractérisation des vibrations, il est préférable d’utiliser plusieurs accéléromètres.
Des étudiants de l'université Carnegie Mellon aux États-Unis se sont penchés sur la détection des nids de poules avec leur smartphone. Ils ont utilisé pour cela l’accéléromètre et le gyroscope de leur téléphone posés sur un réceptacle fixé au pare-brise. Ils ont cherché à rendre ce dispositif intelligent. Dans un premier temps, ils ont développé deux applications l’une collectait les données du gyroscope, accéléromètre et la vitesse. L’autre application servait à compter le nombre de nids de poule manuellement par intervention humaine. En fusionnant l’ensemble des données, ils ont pu constituer une base d’apprentissage. En analysant les données, ils ont trouvé qu’il existe une séparation linéaire entre les classes. Ce qui prouve que les capteurs sont effectivement performants et utiles pour classer les nids de poule et les états des chaussées.
Après avoir réalisé un modèle fiable pour la classification des défauts, ils ont développé une application fusionnant les deux fonctionnalités précédentes en y ajoutant le relevé des coordonnées GPS pour les localiser.

## Enjeux et techniques de localisation
La rénovation du revêtement routier est très coûteuse. Le but de la géolocalisation est d’identifier les zones à surveiller ou à réparer. À la suite de cette identification les collectivités pourront donc avoir dans un premier temps une cartographie de l’état des voiries dont ils ont la charge. Ils pourront prioriser certaines zones à d’autres ce qui les aidera à mieux gérer leur budget d’entretien.

### Détection de l’environnement
Depuis quelques années les recherches en matière de véhicule autonome ont permis à l’élaboration de prototype fonctionnel. La plupart de ces véhicules sont équipés de systèmes de vision tel que des caméras ainsi que de système Lidar. Le Lidar ou télédétection par laser, est un outil de mesure. Il permet entre autres la mesure de distance en s’appuyant sur les propriétés de la lumière. Le faisceau de lumière émis est renvoyé par la surface sur laquelle il est projeté vers le récepteur du Lidar. En mesurant le temps entre l’émission et la réception et en connaissant la célérité de la lumière on obtient facilement la distance parcourue. En mettant en rotation sur lui-même le système, on peut obtenir une multitude points, jusqu’à 360°, représentant les objets environnants. Les images recueillies par les caméras vont subir des traitements d’images pour faciliter la détection des zones d’intérêts. On peut alors par exemple situer les défauts par rapport aux bords de la route détectés grâce aux bandes centrales et latérales. En fusionnant les données recueillies par les télémètres et les images filmées par les caméras on peut détecter des zones d’intérêts beaucoup plus précisément. C’est ce que l’on appelle la vision 3D.

### GPS
Le Global Positioning System (GPS) est un système de positionnement par satellites développé par les américains. Mis en place en 1973 à des fins militaires à partir de 2000 il s’ouvre au civil. Le principe de fonctionnement repose sur la trilatération. La trilatération est une méthode mathématique utilisant la géométrie des triangles. Elle permet de déterminer la position d’un objet en utilisant la distance entre un minimum de deux points de référence. Un système GPS est constitué de 3 composantes : spatiale avec 24 satellites autour de la Terre, les stations de poursuite au sol et les récepteurs des utilisateurs. Les systèmes GPS permettent de calculer la latitude la longitude et altitude d’un utilisateur de manière continue et instantanée. Les avantages des systèmes GPS sont nombreux, il n’y a pas de dérive dans la précision de la mesure au cours du temps, on obtient toujours la position absolue, le système fonctionne de jour comme de nuit peu importe les conditions climatiques et leur tarif est abordable. Il y a également de nombreux défauts. Problème de géolocalisation lorsque les signaux sont reflétés par des objets tels que des bâtiments, la perte de réception des signaux est fréquente. 
Une application pour iPhone a été développée par des étudiants de l’université Carnegie Mellon aux États-Unis, elle permet entre autres de localiser les nids de poules. L’iPhone utilise son gyroscope et son accéléromètre interne pour les détecter. Ils ont utilisé le système interne du GPS du téléphone pour également répertorier l’emplacement des nids de poules. En récupérant l’ensemble de ces informations et en utilisant des algorithmes de classification, ils ont pu réaliser une cartographie de l’état de la chaussée. Sur leur représentation les routes en bon état sont représentées en vert et les routes vraiment endommagées sont en rouge. Les nids de poules sont représentés par des points rouges.